# 公主岭市鹿场
公主岭市鹿场是吉林省长春市公主岭市下辖的一个类似乡级单位。

## 行政区划
下辖以下地区：公主岭市鹿场虚拟生活区。